# Godów (Radom)
Godów – dzielnica Radomia, dawniej wieś. Najbardziej na południe wysunięta dzielnica miasta.
Prywatna wieś szlachecka, położona była w drugiej połowie XVI wieku w powiecie radomskim województwa sandomierskiego.
Godów to osiedle domów jednorodzinnych, zarówno starych, nawet przedwojennych, pozostałych po osiedlonych tu Niemcach. Wzdłuż ulic: Drzymały, Wilczyńskiego, Opolskiej powstaje nowoczesne osiedle domów jednorodzinnych. Znajduje się tam też boisko sportowe na którym gra lokalny zespół Centrum Radom. Przez dzielnicę przebiega Obwodnica Południowa Radomia, która została otwarta dla ruchu w 2015. Na rogu ulic Ciborowskiej i Wiejskiej, zaraz za końcowym przystankiem autobusu miejskiego linii 6, znajduje się zaniedbany cmentarz, na którym na przełomie wieku XIX i XX, chowano osiedlonych w Radomiu Niemców, Austriaków i Holendrów. Właścicielem cmentarza jest od stycznia 2009 radomska parafia ewangelicko-augsburska, która zamierza przeprowadzić ekshumację i przenieść szczątki pochowanych tam ludzi do zbiorowego grobu na cmentarzu przy ulicy Kieleckiej. Godów jako jedyna dzielnica w Radomiu posiada monografię „Godów. Dzieje radomskiej dzielnicy” napisaną przez dr Elżbietę Orzechowską.
Przez osiedle przepływa Strumień Godowski.